# Гуров Вадим Миколайович
Вадим Миколайович Гуров (22 лютого 1937, Кривий Ріг — 16 грудня 2015, Київ)  — український металург та політик. Народний депутат України трьох скликань. З 1959 по 1994 роки — на різних посадах Криворізького металургійного заводу ім. В. І. Леніна. Заслужений металург України.

## Освіта
Закінчив Дніпропетровський металургійний інститут (1954–1959), інженер-металург.

## Кар'єра
1959—1994  працював на Криворізькому металургійному заводі ім. В. І. Леніна (нині ПАТ АрселорМіттал Кривий Ріг): помічником майстра, підручним сталевара, заступником начальника цеху, заступником начальника комплексу лабораторій, заступником головного інженера з техніки безпеки, начальником мартенівського й конверторного цехів.
1992–1993  — на міжнародних конґресах сталеплавильників обраний головою мартенівської секції. Був Головою постійної комісії СНД з перспектив розвитку мартенівського виробництва у рамках міжнародної асоціації сталеплавильників.

## Політична діяльність
З 1994 по 1998 — Народний депутат України 2-го скликання.
З березня 1998 по квітень 2002 — Народний депутат України 3-го скликання.
З квітня 2002 по березень 2005 — Народний депутат України 4-го скликання, обраний по виборчому округу № 32, Дніпропетровська область.

Могила Вадима Гурова, Байкове кладовище

Працював у фракціях «Єдина Україна», з 2005 — в Народній партії.
Автор (співавтор) 56 винаходів, 18 наукових публікацій.
Помер на 79-му році життя 16 грудня 2015 року. Похований у Києві, на Байковому кладовищі (ділянка № 33).
У 2016 році іменем Вадима Гурова названа колишня вулиця Постишева в центрі Кривого Рогу (Металургійний район).

## Нагороди
- Заслужений металург України
- Нагороджений двома орденами Трудового Червоного Прапора
- Почесні грамоти Верховної Ради та Кабінету Міністрів України (2003).
- Почесна відзнака Президента України (1994)
- Орден «За заслуги» II ст. (2002)
- Почесний громадянин Кривого Рогу (2007)[8]